# Siegfried Flesch
Siegfried Flesch, född 11 mars 1872, död 11 augusti 1939, var en österrikisk fäktare.
Flesch blev olympisk bronsmedaljör i sabel vid sommarspelen 1900 i Paris.